# 2020年東京オリンピック・パラリンピック競技大会記念貨幣

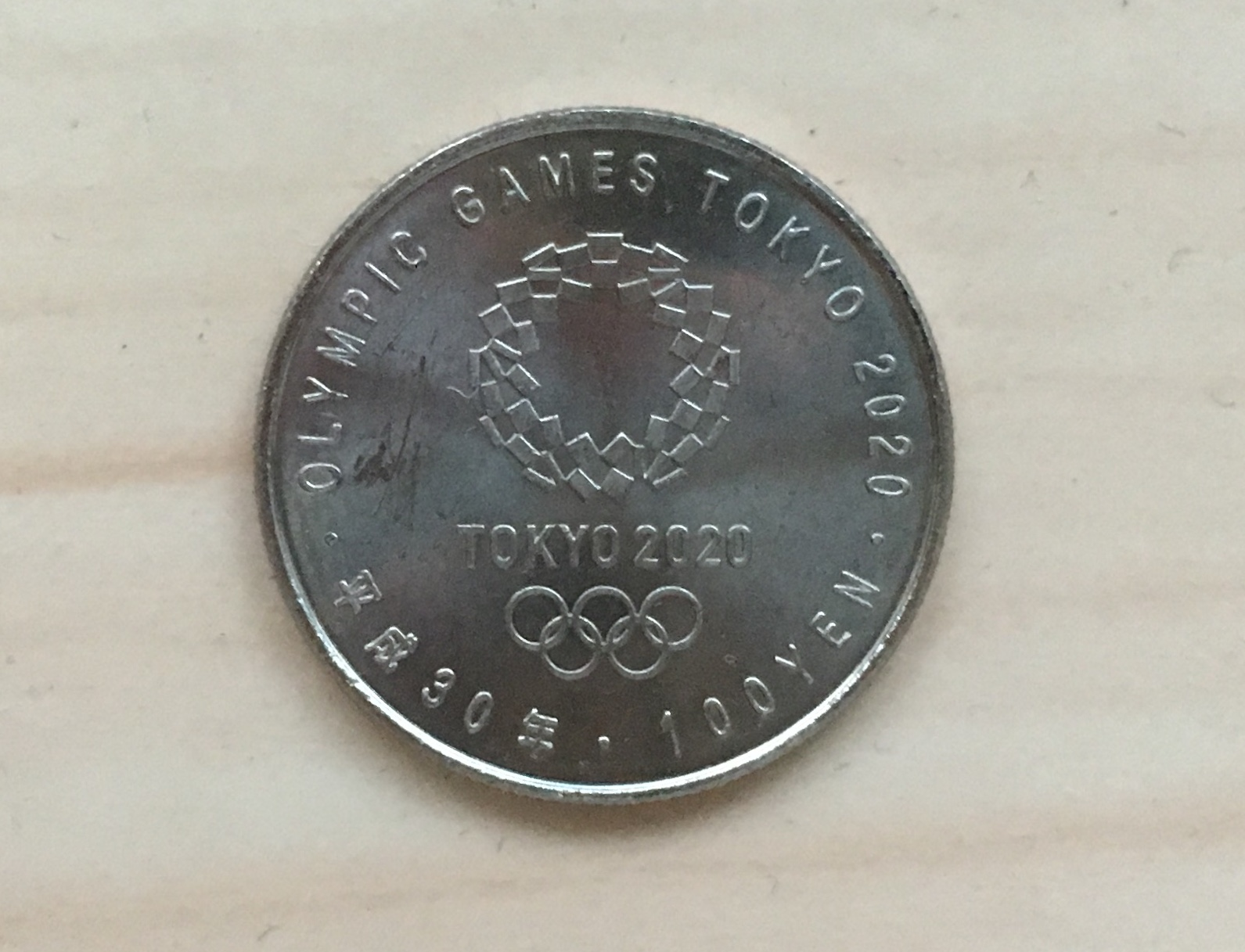
2020年東京オリンピック競技大会記念百円クラッド貨幣（共通裏面）

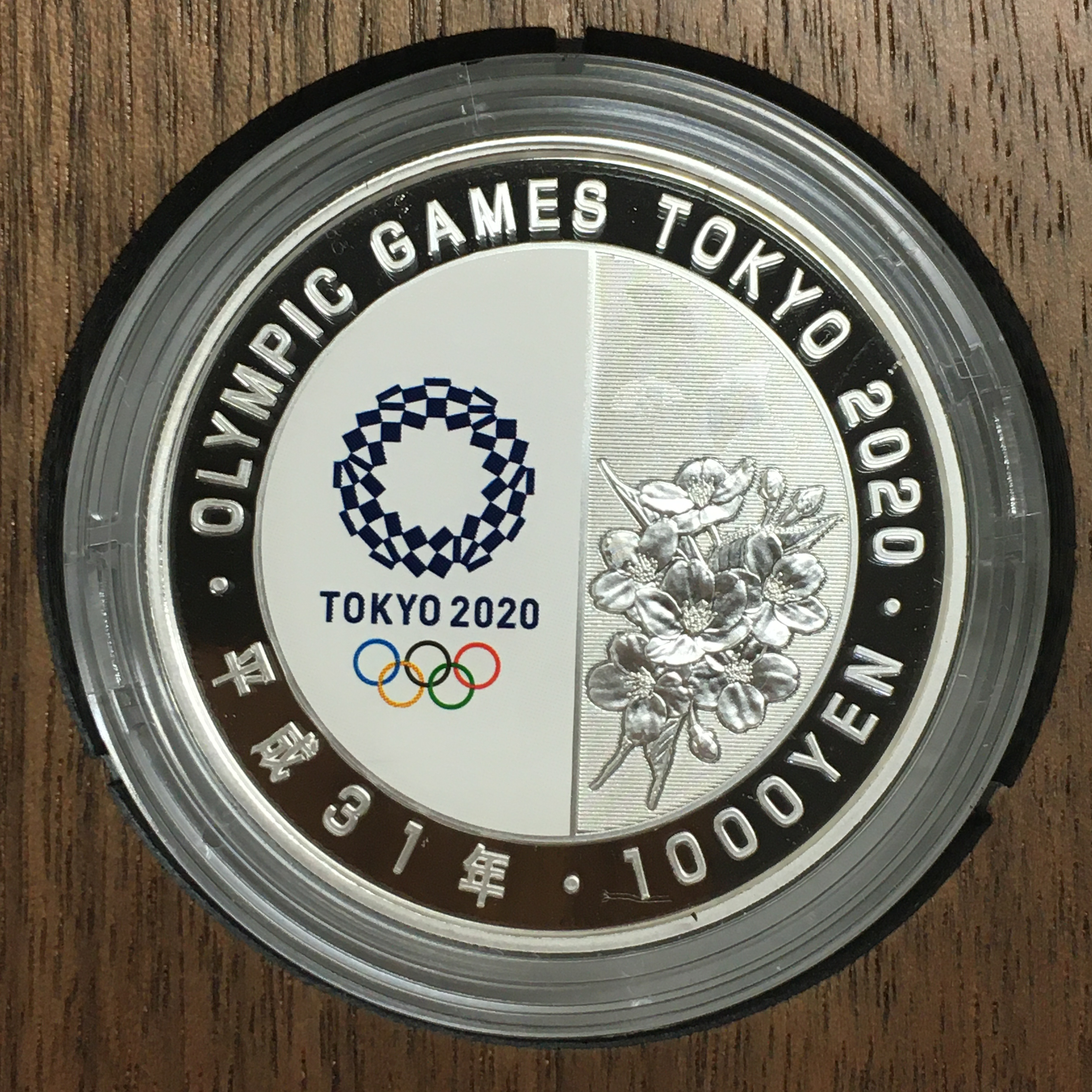
2020年東京オリンピック競技大会記念千円銀貨幣（共通裏面）

2020年東京オリンピック・パラリンピック競技大会記念貨幣 （2020ねんとうきょうオリンピック・パラリンピックきょうぎたいかいきねんかへい）は、東京2020オリンピック・パラリンピック競技大会を記念して発行されている記念貨幣。
財務省は当初、2020年（令和2年）に開催される予定であった東京オリンピック競技大会及び東京パラリンピック競技大会を記念する貨幣を、大会開催直前までに4回に分けて37種類を発行することとしていた。最終的に、開催引継記念の貨幣を含めて39種類の記念貨幣が発行されている。

## 概要

### リオ2016-東京2020オリンピック・パラリンピック競技大会開催引継記念1000円銀貨幣
リオ2016-東京2020オリンピック・パラリンピック競技大会開催引継記念1000円銀貨幣は2016年（平成28年）8月24日に報道発表され、打ち初め式が2016年（平成28年）9月28日に行われた後、オリンピック・パラリンピックそれぞれ5万枚が生産された。2016年（平成28年）9月21日から同年10月11日まで申し込みの受付を行っており、販売価格はそれぞれ9500円。

### 第一次発行分
2018年（平成30年）2月23日に報道発表された第一次発行分の打初め式は2018年（平成30年）7月27日に開催された。なお、第一次発行分は、オリンピックが1万円金貨幣、1000円銀貨幣、100円クラッド貨幣の3種類、パラリンピックが1000円銀貨幣、100円クラッド貨幣の2種類が発行される。1万円金貨幣及び1000円銀貨幣の受付はオリンピック・パラリンピックどちらも2018年（平成30年）7月10日から同年8月1日まで受付しており、販売価格は1万円金貨幣が120000円、1000円銀貨幣が9500円である。10000円金貨幣はオリンピックのみ発行で4万枚、1000円銀貨幣はオリンピック・パラリンピックそれぞれ10万枚生産された。
100円クラッド貨幣は金融機関による引き換えをされた。製造枚数はオリンピック・パラリンピックそれぞれ394万8000枚。

## 図柄・デザイン

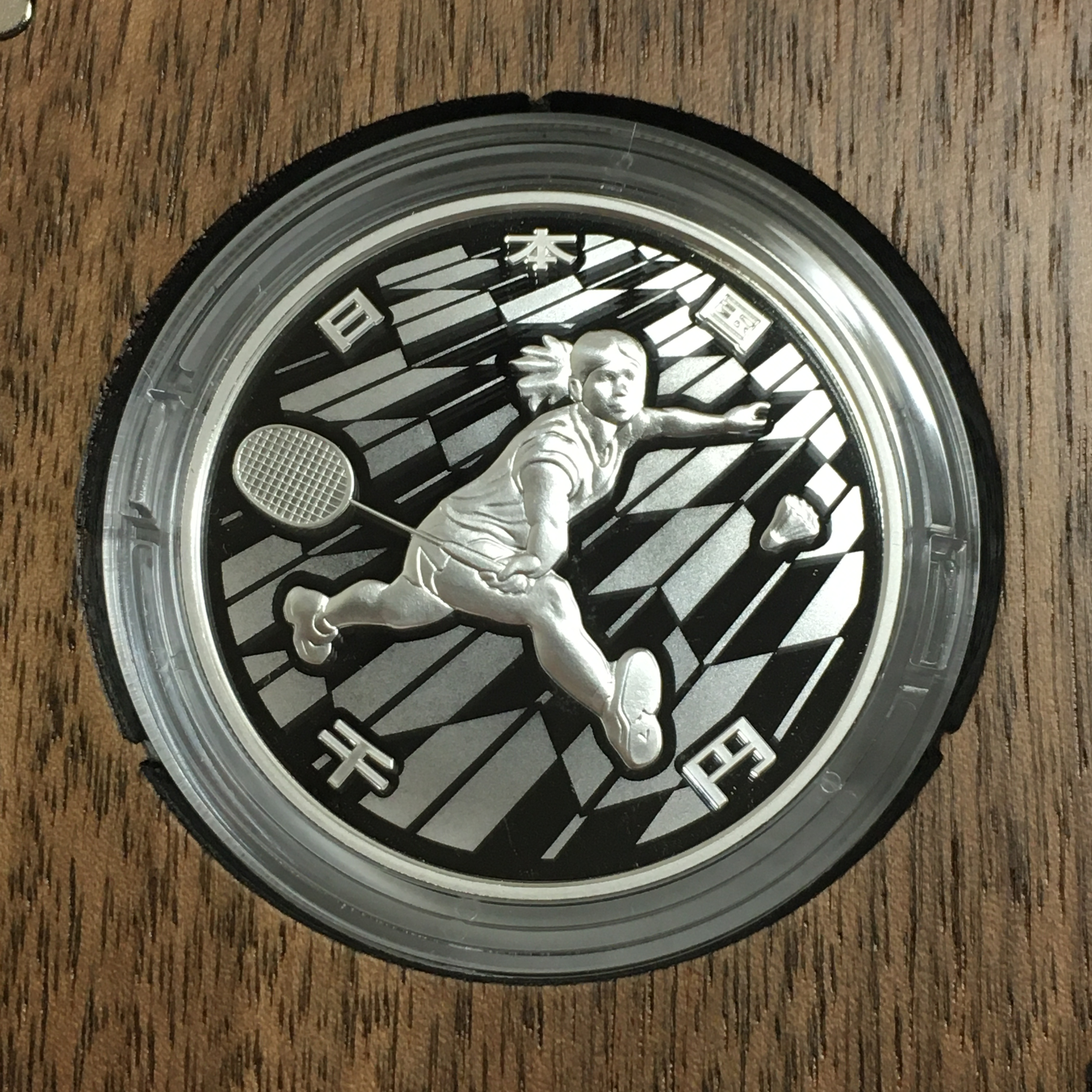
2020年東京オリンピック競技大会記念千円銀貨幣［第二次：バドミントン］表面

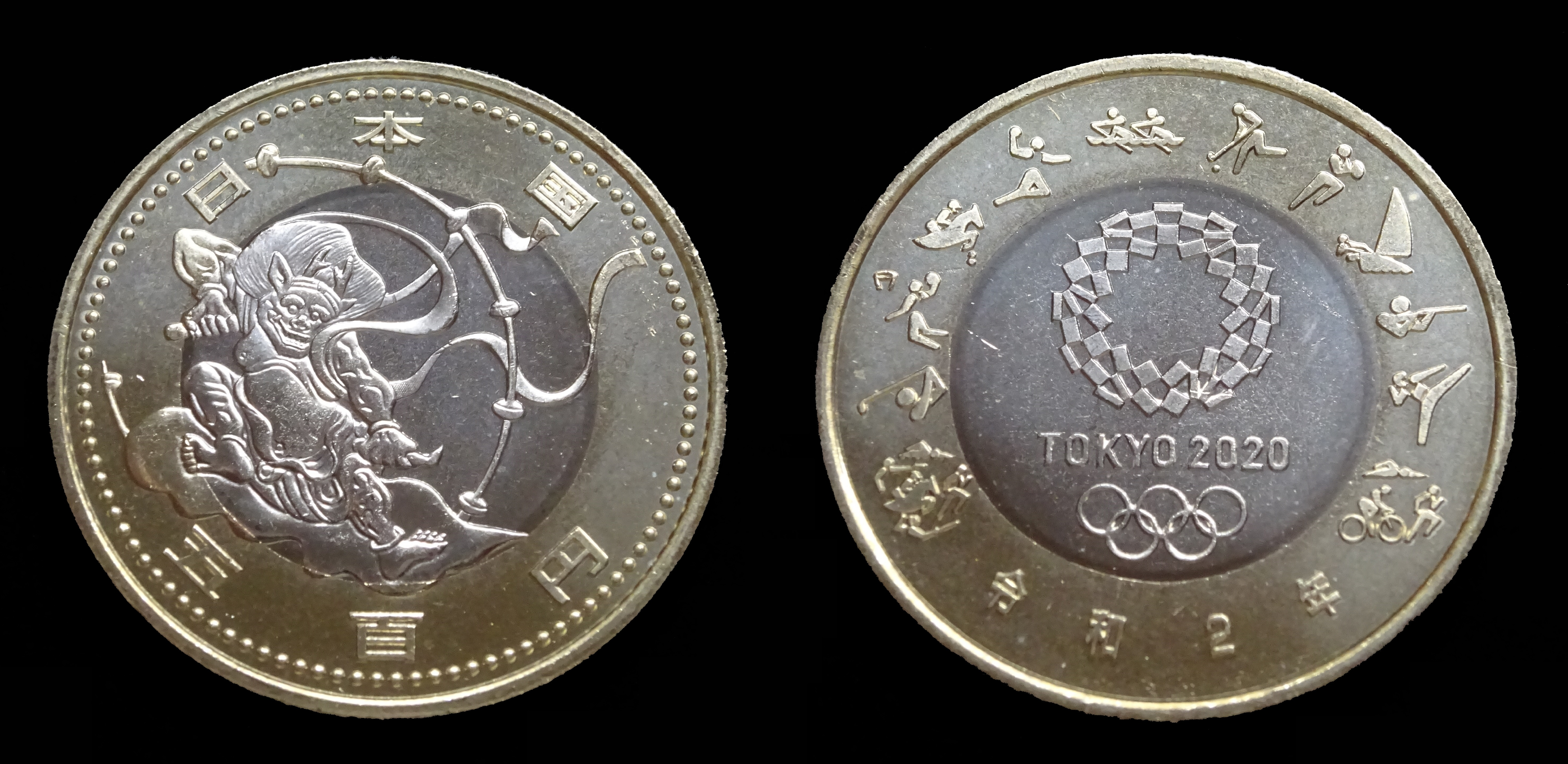
2020年東京オリンピック競技大会記念五百円バイカラー・クラッド貨幣［第四次］

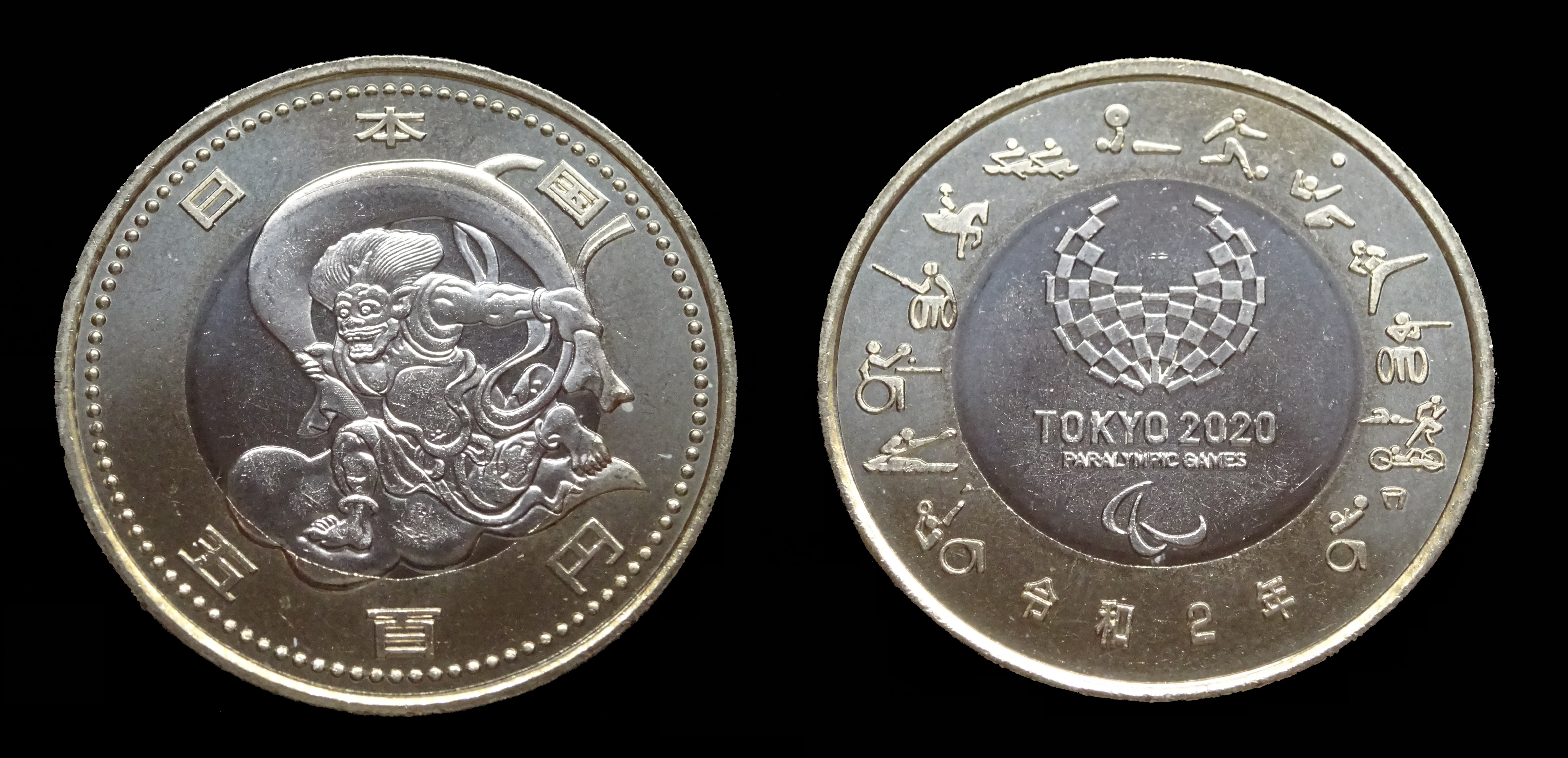
2020年東京パラリンピック競技大会記念五百円バイカラー・クラッド貨幣［第四次］

### リオ2016-東京2020オリンピック・パラリンピック競技大会開催引継記念1000円銀貨幣
オリンピック記念貨幣の図柄は、表面に「オリンピック旗と桜とイペー・アマレーロ」、裏面に「東京2020オリンピック競技大会エンブレム」を、パラリンピック記念貨幣の図柄は、表面に「パラリンピック旗と桜とイペー・アマレーロ」、裏面に「東京2020パラリンピック競技大会エンブレム」をデザインしている。なお、オリンピック・パラリンピックどちらも直径40ミリ、量目31.1グラムである。

### 第一次発行分
1万円貨幣は、東京五輪の記念硬貨のみ発行。表面に流鏑馬（やぶさめ）の絵柄と「心技体」の文字、裏面に東京五輪のエンブレムをあしらった。直径は26ミリ、重さは15.6グラム。1000円貨幣は、オリンピックとパラリンピック両方のデザインを用意する。表面にはそれぞれ水泳、柔道の絵柄をデザインした。直径は40ミリ、重さは31.1グラム。100円クラッド貨幣のオリンピックのデザインは側面のギザの間隔が狭く、パラリンピックのデザインは広くし、手で触れて識別できるようにした。表面の絵柄はそれぞれフェンシング、ボッチャ。直径は22.6ミリ、重さは4.8グラム。

### 第二次発行分
1000円貨幣はオリンピックが陸上競技、バドミントン、野球・ソフトボールの3種、パラリンピックは水泳を表面にデザインした。100円貨幣はオリンピックが空手、スケートボード、スポーツクライミング、サーフィンそしてウェイトリフティングの5種、パラリンピックがゴールボールを表面にデザインした。

### 第三次発行分
オリンピックの10000円貨幣は表面に国立競技場の壁画として描かれた野見宿禰像「勝利」とギリシャの女神像「栄光」と間に「心技体」をデザインした。1000円貨幣はオリンピックが体操、柔道、卓球の3種、パラリンピックが車いすテニスを表面にデザインした。100円貨幣はオリンピックがアーチェリー、カヌー、自転車競技の3種、パラリンピックがアーチェリーと陸上競技を表面にデザインした。

### 第四次発行分
パラリンピック10000円貨幣の表面は国立競技場を背景に聖火ランナーと「心技体」をデザインした。五輪1000円貨幣は五輪がボクシングとレスリングの2種を表面にデザインした。500円貨幣表面は2019年（令和元年）の6月18日から7月1日にかけて、「風神雷神図屏風」、「富士山」、「国立競技場」の3案の候補の中から表面の図柄の投票を行い、最多投票数を獲得した「風神雷神図屏風」の図柄が採用された。投票による貨幣の図柄の決定は日本では初の試みである。500円貨幣裏面には内側に大会エンブレムと外側に競技ピクトグラムをデザインした。100円貨幣はオリンピックがサッカー、テニス、バレーボール、マスコット「ミライトワ」の4種、パラリンピックが自転車、車いすラグビー、マスコット「ソメイティ」の3種を表面にデザインした。

## 特別記念貨幣セット（コンプリートセット）
過去に発行された分も新たに2020年東京オリンピック・パラリンピック競技大会記念貨幣（第一次分 - 第四次分）全37種類を発行し、これら37種類の貨幣を組み込んだ記念貨幣セット。全てプルーフ貨幣で且つ令和2年銘になった。3次の千円銀貨の一部（2種類：下記の一覧参照）と4次発行分以外は、元々発行された年の硬貨と令和2年銘の硬貨が存在することになり「手変わり」となり、令和2年銘の希少性が増す。

## 一覧

### 発行状況
発行回次ごとの発行状況は下表の通り。表中の数字は該当区分の記念貨幣の発行種類数を示す。
| 発行回次           | オリンピック記念                                  | オリンピック記念                                  | オリンピック記念                                  | オリンピック記念                                  | パラリンピック記念                                | パラリンピック記念                                | パラリンピック記念                                | パラリンピック記念                                | 特別記念貨幣 セット                               | 販売申込期間 （一万円貨幣・千円貨幣）                  | 発行開始日 （五百円貨幣・百円貨幣）                   |
| 発行回次           | 一万円 貨幣                                       | 千円 貨幣                                         | 五百円 貨幣                                       | 百円 貨幣                                         | 一万円 貨幣                                       | 千円 貨幣                                         | 五百円 貨幣                                       | 百円 貨幣                                         | 特別記念貨幣 セット                               | 販売申込期間 （一万円貨幣・千円貨幣）                  | 発行開始日 （五百円貨幣・百円貨幣）                   |
| ------------------ | ------------------------------------------------- | ------------------------------------------------- | ------------------------------------------------- | ------------------------------------------------- | ------------------------------------------------- | ------------------------------------------------- | ------------------------------------------------- | ------------------------------------------------- | ------------------------------------------------- | ------------------------------------------------------ | ----------------------------------------------------- |
| 開催引継記念       |                                                   | 1                                                 |                                                   |                                                   |                                                   | 1                                                 |                                                   |                                                   | 収録対象外                                        | 2016年（平成28年）9月21日 - 2016年（平成28年）10月11日 | （発行なし）                                          |
| 第一次発行分       | 1                                                 | 1                                                 |                                                   | 1                                                 |                                                   | 1                                                 |                                                   | 1                                                 | 収録対象                                          | 2018年（平成30年）7月10日 - 2018年（平成30年）8月1日   | 2018年（平成30年）11月27日                            |
| 第二次発行分       |                                                   | 3                                                 |                                                   | 5                                                 |                                                   | 1                                                 |                                                   | 1                                                 | 収録対象                                          | 2019年（平成31年）1月31日 - 2019年（平成31年）2月20日  | 2019年（令和元年）7月24日                             |
| 第三次発行分       | 1                                                 | 3                                                 |                                                   | 3                                                 |                                                   | 1                                                 |                                                   | 2                                                 | 収録対象                                          | 2019年（令和元年）11月1日 - 2019年（令和元年）11月21日 | 2020年（令和2年）1月28日                              |
| 第四次発行分       |                                                   | 2                                                 | 1                                                 | 4                                                 | 1                                                 |                                                   | 1                                                 | 3                                                 | 収録対象                                          | 2020年（令和2年）2月19日 - 2020年（令和2年）3月10日    | 2020年（令和2年）11月4日                              |
| 特別記念貨幣セット | 上記の第一次発行分 - 第四次発行分の全37種のセット | 上記の第一次発行分 - 第四次発行分の全37種のセット | 上記の第一次発行分 - 第四次発行分の全37種のセット | 上記の第一次発行分 - 第四次発行分の全37種のセット | 上記の第一次発行分 - 第四次発行分の全37種のセット | 上記の第一次発行分 - 第四次発行分の全37種のセット | 上記の第一次発行分 - 第四次発行分の全37種のセット | 上記の第一次発行分 - 第四次発行分の全37種のセット | 上記の第一次発行分 - 第四次発行分の全37種のセット | 2020年（令和2年）10月21日 - 2020年（令和2年）11月10日  | 2020年（令和2年）10月21日 - 2020年（令和2年）11月10日 |

### 貨幣一覧

#### 共通項目（規格・販売価格）
材質、組成、重量などの規格は各発行回次ともに共通となっている。
| 額面   | 材質等                   | 素材・品位                                                  | 量目  | 直径   | 周囲                                                      | 販売価格              |
| ------ | ------------------------ | ----------------------------------------------------------- | ----- | ------ | --------------------------------------------------------- | --------------------- |
| 一万円 | 金貨幣                   | 純金                                                        | 15.6g | 26.0mm | 斜めギザ                                                  | 120,000円 → 122,223円 |
| 千円   | 銀貨幣（カラーコイン）   | 純銀                                                        | 31.1g | 40.0mm | 斜めギザ                                                  | 9,500円 → 9,676円     |
| 五百円 | バイカラー・クラッド貨幣 | ニッケル黄銅、白銅及び銅（銅75%、亜鉛12.5%、ニッケル12.5%） | 7.1g  | 26.5mm | オリンピック：細かい斜めギザ パラリンピック：粗い斜めギザ | 500円                 |
| 百円   | クラッド貨幣             | 白銅及び銅（銅87.5%、ニッケル12.5%）                        | 4.8g  | 22.6mm | オリンピック：細かい斜めギザ パラリンピック：粗い斜めギザ | 100円                 |

なお、上記の販売価格は記念貨幣単体の税込価格である。矢印で示したものは、左側が2019年（令和元年）9月以前の消費税増税前の価格、右側が同年10月以降の消費税増税後の価格を記載している。

#### 個別項目（年銘・図柄・発行枚数）
下表のとおり39種類のデザインが設定されている。第一次発行分から第四次発行分までの1000円銀貨幣および100円クラッド貨幣の表面の図柄は大会で実施される競技のデザインとなっており、これに500円バイカラー・クラッド貨幣の裏面のスポーツピクトグラムの図柄を合わせると、2020年東京オリンピックの実施競技（33競技）および2020年東京パラリンピックの実施競技（22競技）を一通り網羅する形になっている。
| 発行回次           | 競技大会                                    | 額面                                        | 材質等                                      | 年銘     | 図柄（表面）                                             | 図柄（裏面）                                                       | 発行枚数      |
| ------------------ | ------------------------------------------- | ------------------------------------------- | ------------------------------------------- | -------- | -------------------------------------------------------- | ------------------------------------------------------------------ | ------------- |
| 開催引継記念       | オリンピック                                | 千円                                        | 銀貨幣 （カラーコイン）                     | 平成28年 | オリンピック旗 桜 イペー・アマレーロ                     | 東京2020オリンピック競技大会エンブレム                             | 各5万0000枚   |
| 開催引継記念       | パラリンピック                              | 千円                                        | 銀貨幣 （カラーコイン）                     | 平成28年 | パラリンピック旗 桜 イペー・アマレーロ                   | 東京2020パラリンピック競技大会エンブレム                           | 各5万0000枚   |
| 第一次発行分       | オリンピック                                | 一万円                                      | 金貨幣                                      | 平成30年 | 流鏑馬 「心技体」                                        | 東京2020オリンピック競技大会エンブレム                             | 4万0000枚     |
| 第一次発行分       | オリンピック                                | 千円                                        | 銀貨幣 （カラーコイン）                     | 平成30年 | 水泳                                                     | 東京2020オリンピック競技大会エンブレム ソメイヨシノ イチョウの葉   | 10万0000枚    |
| 第一次発行分       | オリンピック                                | 百円                                        | クラッド貨幣                                | 平成30年 | フェンシング                                             | 東京2020オリンピック競技大会エンブレム                             | 394万8000枚   |
| 第一次発行分       | パラリンピック                              | 千円                                        | 銀貨幣 （カラーコイン）                     | 平成30年 | 柔道                                                     | 東京2020パラリンピック競技大会エンブレム ソメイヨシノ イチョウの葉 | 10万0000枚    |
| 第一次発行分       | パラリンピック                              | 百円                                        | クラッド貨幣                                | 平成30年 | ボッチャ                                                 | 東京2020パラリンピック競技大会エンブレム                           | 394万8000枚   |
| 第二次発行分       | オリンピック                                | 千円                                        | 銀貨幣 （カラーコイン）                     | 平成31年 | 陸上競技                                                 | 東京2020オリンピック競技大会エンブレム ソメイヨシノ イチョウの葉   | 各10万0000枚  |
| 第二次発行分       | オリンピック                                | 千円                                        | 銀貨幣 （カラーコイン）                     | 平成31年 | バドミントン                                             | 東京2020オリンピック競技大会エンブレム ソメイヨシノ イチョウの葉   | 各10万0000枚  |
| 第二次発行分       | オリンピック                                | 千円                                        | 銀貨幣 （カラーコイン）                     | 平成31年 | 野球・ソフトボール                                       | 東京2020オリンピック競技大会エンブレム ソメイヨシノ イチョウの葉   | 各10万0000枚  |
| 第二次発行分       | オリンピック                                | 百円                                        | クラッド貨幣                                | 平成31年 | 空手                                                     | 東京2020オリンピック競技大会エンブレム                             | 各394万8000枚 |
| 第二次発行分       | オリンピック                                | 百円                                        | クラッド貨幣                                | 平成31年 | スケートボード                                           | 東京2020オリンピック競技大会エンブレム                             | 各394万8000枚 |
| 第二次発行分       | オリンピック                                | 百円                                        | クラッド貨幣                                | 平成31年 | スポーツクライミング                                     | 東京2020オリンピック競技大会エンブレム                             | 各394万8000枚 |
| 第二次発行分       | オリンピック                                | 百円                                        | クラッド貨幣                                | 平成31年 | サーフィン                                               | 東京2020オリンピック競技大会エンブレム                             | 各394万8000枚 |
| 第二次発行分       | オリンピック                                | 百円                                        | クラッド貨幣                                | 平成31年 | ウエイトリフティング                                     | 東京2020オリンピック競技大会エンブレム                             | 各394万8000枚 |
| 第二次発行分       | パラリンピック                              | 千円                                        | 銀貨幣 （カラーコイン）                     | 平成31年 | 水泳                                                     | 東京2020パラリンピック競技大会エンブレム ソメイヨシノ イチョウの葉 | 10万0000枚    |
| 第二次発行分       | パラリンピック                              | 百円                                        | クラッド貨幣                                | 平成31年 | ゴールボール                                             | 東京2020パラリンピック競技大会エンブレム                           | 394万8000枚   |
| 第三次発行分       | オリンピック                                | 一万円                                      | 金貨幣                                      | 令和元年 | 勝利（野見宿禰像）と 栄光（ギリシャの女神像） 「心技体」 | 東京2020オリンピック競技大会エンブレム                             | 4万0000枚     |
| 第三次発行分       | オリンピック                                | 千円                                        | 銀貨幣 （カラーコイン）                     | 令和元年 | 体操                                                     | 東京2020オリンピック競技大会エンブレム ソメイヨシノ イチョウの葉   | 各10万0000枚  |
| 第三次発行分       | オリンピック                                | 千円                                        | 銀貨幣 （カラーコイン）                     | 令和元年 | 柔道                                                     | 東京2020オリンピック競技大会エンブレム ソメイヨシノ イチョウの葉   | 各10万0000枚  |
| 第三次発行分       | オリンピック                                | 千円                                        | 銀貨幣 （カラーコイン）                     | 令和2年  | 卓球                                                     | 東京2020オリンピック競技大会エンブレム ソメイヨシノ イチョウの葉   | 各10万0000枚  |
| 第三次発行分       | オリンピック                                | 百円                                        | クラッド貨幣                                | 令和元年 | アーチェリー                                             | 東京2020オリンピック競技大会エンブレム                             | 各394万8000枚 |
| 第三次発行分       | オリンピック                                | 百円                                        | クラッド貨幣                                | 令和元年 | カヌー                                                   | 東京2020オリンピック競技大会エンブレム                             | 各394万8000枚 |
| 第三次発行分       | オリンピック                                | 百円                                        | クラッド貨幣                                | 令和元年 | 自転車競技                                               | 東京2020オリンピック競技大会エンブレム                             | 各394万8000枚 |
| 第三次発行分       | パラリンピック                              | 千円                                        | 銀貨幣 （カラーコイン）                     | 令和2年  | 車いすテニス                                             | 東京2020パラリンピック競技大会エンブレム ソメイヨシノ イチョウの葉 | 10万0000枚    |
| 第三次発行分       | パラリンピック                              | 百円                                        | クラッド貨幣                                | 令和元年 | アーチェリー                                             | 東京2020パラリンピック競技大会エンブレム                           | 各394万8000枚 |
| 第三次発行分       | パラリンピック                              | 百円                                        | クラッド貨幣                                | 令和元年 | 陸上競技                                                 | 東京2020パラリンピック競技大会エンブレム                           | 各394万8000枚 |
| 第四次発行分       | オリンピック                                | 千円                                        | 銀貨幣 （カラーコイン）                     | 令和2年  | ボクシング                                               | 東京2020オリンピック競技大会エンブレム ソメイヨシノ イチョウの葉   | 各10万0000枚  |
| 第四次発行分       | オリンピック                                | 千円                                        | 銀貨幣 （カラーコイン）                     | 令和2年  | レスリング                                               | 東京2020オリンピック競技大会エンブレム ソメイヨシノ イチョウの葉   | 各10万0000枚  |
| 第四次発行分       | オリンピック                                | 五百円                                      | バイカラー・ クラッド貨幣                   | 令和2年  | 雷神                                                     | 東京2020オリンピック競技大会エンブレム スポーツピクトグラム        | 400万0000枚   |
| 第四次発行分       | オリンピック                                | 百円                                        | クラッド貨幣                                | 令和2年  | サッカー                                                 | 東京2020オリンピック競技大会エンブレム                             | 各394万8000枚 |
| 第四次発行分       | オリンピック                                | 百円                                        | クラッド貨幣                                | 令和2年  | テニス                                                   | 東京2020オリンピック競技大会エンブレム                             | 各394万8000枚 |
| 第四次発行分       | オリンピック                                | 百円                                        | クラッド貨幣                                | 令和2年  | バレーボール                                             | 東京2020オリンピック競技大会エンブレム                             | 各394万8000枚 |
| 第四次発行分       | オリンピック                                | 百円                                        | クラッド貨幣                                | 令和2年  | ミライトワ                                               | 東京2020オリンピック競技大会エンブレム                             | 各394万8000枚 |
| 第四次発行分       | パラリンピック                              | 一万円                                      | 金貨幣                                      | 令和2年  | 聖火ランナー 国立競技場 「心技体」                       | 東京2020パラリンピック競技大会エンブレム                           | 4万0000枚     |
| 第四次発行分       | パラリンピック                              | 五百円                                      | バイカラー・ クラッド貨幣                   | 令和2年  | 風神                                                     | 東京2020パラリンピック競技大会エンブレム スポーツピクトグラム      | 400万0000枚   |
| 第四次発行分       | パラリンピック                              | 百円                                        | クラッド貨幣                                | 令和2年  | 自転車競技                                               | 東京2020パラリンピック競技大会エンブレム                           | 各394万8000枚 |
| 第四次発行分       | パラリンピック                              | 百円                                        | クラッド貨幣                                | 令和2年  | 車いすラグビー                                           | 東京2020パラリンピック競技大会エンブレム                           | 各394万8000枚 |
| 第四次発行分       | パラリンピック                              | 百円                                        | クラッド貨幣                                | 令和2年  | ソメイティ                                               | 東京2020パラリンピック競技大会エンブレム                           | 各394万8000枚 |
| 特別記念貨幣セット | 第一次発行分 - 第四次発行分の全37種のセット | 第一次発行分 - 第四次発行分の全37種のセット | 第一次発行分 - 第四次発行分の全37種のセット | 令和2年  | 上記と同じ                                               | 上記と同じ                                                         | 各1000枚      |

## 偽メダル事件
2018年頃より、オリンピック・パラリンピックのエンブレムを無断で使用したメダルが出回った。「2019年5月1日に改元する」ことが2017年に発表されていたため、本来存在しない“平成32年”と刻印されていることが話題になった。